# Pic
Pic Hypermarket a fost prima și singura rețea românească de hypermarket-uri cu sediul la Pitești, care a fost înființat în anul 2002.
Face parte din Pic Group, generând mai mult de 60% din cifra de afaceri a acestuia, și care este controlat de frații Penescu, finanțatorii echipei de fotbal FC Argeș.
Suprafața fiecărui hypermarket este de câte 10.000 mp, sigurul ce se abate de la regulă este hypermarket-ul PIC Pitești.
SC PIC SA operatorul hypermarket-urilor a intrat în insolvență pe data de 24 noiembrie 2009, în urma cererilor depuse de oficiali PIC SA la Tribunalul din Pitești. Începând cu ianuarie 2010 compania PIC a decis închiderea tuturor hypermarket-urilor rămase deschise (Pitești și Craiova) rămânând doar cu activitățile de producție, media și taximetrie (conform capital.ro).Era sponsorul oficial al echipei FC Argeș.
În anul 2011, magazinele PIC au fost preluate de lanțul de magazine Succes (companie).

## Hypermarket-uri (în totalitate închise)
- Pitești, deschis în 2004, renovat în 2007, suprafața de vânzare 6.000 mp
- Craiova, inaugurat în 2006, suprafața de vânzare de 10.000 mp
- Oradea, inaugurat în 2007, suprafața de vânzare 10.000 mp
- Brăila, inaugurat în 2007, suprafața de vânzare de 10.000 mp
- Călărași, parte a primului Park de retail PIC, deschis pe 19 noiembrie 2008, suprafața de vânzare 10.000 mp, 57 case de marcat.

### Hypermarket-uri în construcție
- Ploiești, parte a Park de retail PIC Ploiești, suprafața de vânzare de 10.000 mp, 57 case de marcat, (încă nu a început construcția)

### Proiecte de Hypermarket-uri
- București - Zona Jilava, într-un park de retail al altui dezvoltator